# Parrya australis
Parrya australis là một loài thực vật có hoa trong họ Cải. Loài này được Pavlov mô tả khoa học đầu tiên.